# Bola Olalowo

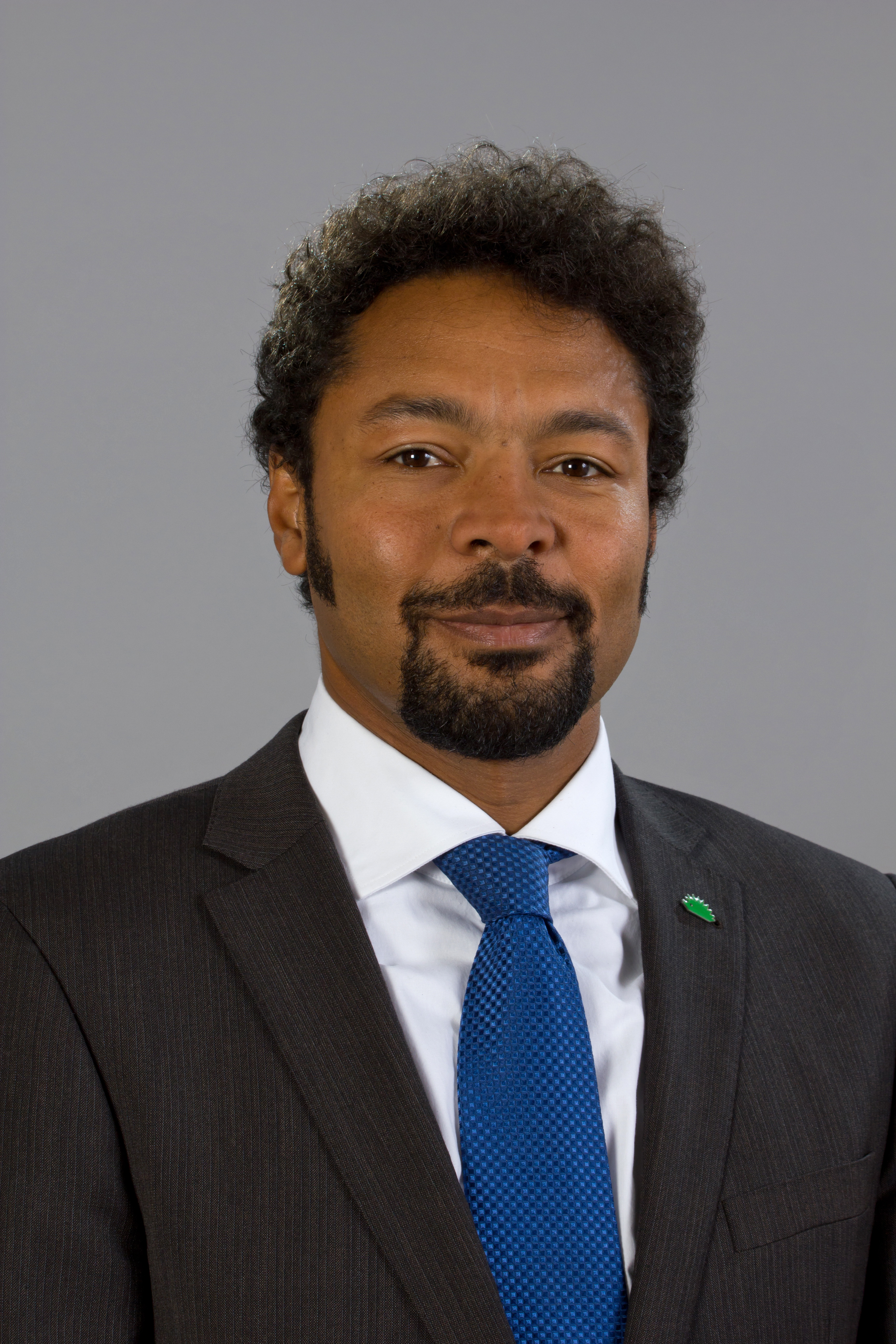
Bola Olalowo (2013)

Ajibola „Bola“ Olalowo (* 11. April 1971 in Stuttgart-Bad Cannstatt) ist ein deutscher Politiker (Bündnis 90/Die Grünen).
Olalowo besuchte das Friedrich-Eugens-Gymnasium Stuttgart und studierte Volkswirtschaftslehre an der FU Berlin. Er gehört den Grünen seit 2004 an und ist dort Mitglied der Landes- und Bundesarbeitsgemeinschaft Wirtschaft und Finanzen. Von März 2012 bis 2016 war er als Nachrücker für den ausgeschiedenen Volker Ratzmann Mitglied des Abgeordnetenhauses von Berlin und dort wirtschaftspolitischer Sprecher der Fraktion. Zuvor war er Referent für außeruniversitäre Forschungseinrichtungen im Ministerium für Wissenschaft, Forschung und Kultur des Landes Brandenburg. Olalowo ist Sohn eines nigerianischen Vaters und einer deutschen Mutter.